# Темне воскресіння (фільм)
Темне воскресіння — італійський фанатський фільм «Зоряних воєн» 2007 року, сценарист і режисер Анджело Ліката, продюсери — Давіде Бігацці та Ліката.

## Про фільм
Події відбуваються через кілька століть після повернення Джедая. Майстер-джедай Органа передбачив їх знищення і відправив молоду Надію та її вчителя Зуї Мар-Лі спробувати першими дістатися Ерона, перш ніж темний лорд Сорран.

## Знімались
| Актор         | Роль   |
| ------------- | ------ |
| Серхіо Муньїс | Муніса |
| Джорджіо Вюрт | Мерес  |